# Andrea Celeste Saulo
Andrea Celeste Saulo (Buenos Aires, 6 de maig de 1964), és una meteoròloga i professora argentina, directora del Servei Meteorològic Nacional i vicepresidenta de l'Organització Meteorològica Mundial. És la primera dona que va ingressar a la cúpula de la major entitat global en qüestions de clima.